# Travelers' Century Club
Il Travelers' Century Club, noto anche come The Century Club e con l'acronimo TCC, è un'associazione senza scopo di lucro costituita da membri che hanno visitato almeno 100 diversi stati e territori.
Nato nel 1954 a Los Angeles – dove ancora si trova la sede principale – il club ha 28 sedi secondarie in diverse nazioni ed oltre 1 500 soci. Tra le sue attività promuove lo scambio di informazioni ed esperienze tra i membri, favorendo inoltre l'organizzazione di viaggi in località remote.

## Storia
Il club venne fondato a Los Angeles nel 1954 dal proprietario di un'agenzia turistica – Bert Hemphill – e dal direttore della stessa, Russel Davidson. Nel 1960 l'entità raggiunse i 50 soci e nel decennio successivo superò i 400, diventando nota a livello nazionale grazie all'inserimento di due membri nel Guinness dei primati.
La seconda sede aperta fu quella di New York negli anni 1970, mentre risale al 2006 la nascita della sede londinese, la prima situata al di fuori degli Stati Uniti d'America. Al 2022 i soci sono oltre 1 500.

## Organizzazione
Il requisito per l'accesso al club è aver visitato almeno 100 stati e territori tra quelli presenti in una lista, originariamente mutuata da quella dell'American Radio Relay League – un'associazione statunitense di radioamatori – e periodicamente aggiornata, che al 2021 era composta da 330 elementi. Il territorio della lista considerato più complesso da visitare è il Territorio britannico dell'Oceano Indiano, non raggiungibile con mezzi di trasporto di linea e sede di una base militare.
I membri vengono suddivisi in diversi livelli a seconda del numero di stati e territori visitati: 150 corrispondono al livello denominato "argento", 200 al livello "oro", 250 "platino" e 300 "diamante". L'associazione accetta inoltre membri provvisori che abbiano visitato 75 stati e territori e ne facciano richiesta, dando loro accesso ad alcune delle attività.
Il club è organizzato su base geografica, contando nel 2022 su 29 sedi situate in Australia, Canada, Cina, Corea del Sud, Francia, Germania, Regno Unito, Spagna e Stati Uniti d'America. Il motto dell'associazione è "World travel: the passport to peace through understanding" (inglese, in italiano Viaggiare per il mondo: passaporto per la pace mediante la comprensione).

## Attività
L'associazione promuove incontri periodici tra i soci, organizzati dalle singole sedi, oltre a seminari, viaggi ed altre attività. L'incontro attraverso il club permette ai soci di organizzare viaggi in aree remote del mondo, come ad esempio la crociera del 2015 tra l'Argentina e Capo Verde, la cui meta principale sarebbe dovuta essere l'Isola Bouvet. L'associazione pubblica inoltre una rivista trimestrale distribuita ai membri denominata The Centurian.